# گوشت (فیلم ۱۹۶۸)
گوشت (اسپانیایی: Carne‎) یک فیلم سکسنتفاعی آرژانتینی به کارگردانی آرماندو بو است که در سال ۱۹۶۸ منتشر شد. در این فیلم ایسابل سارلی در نقش زنی زیبا به نام دلیسیا بازی می‌کند که کارگر یک کارخانهٔ بسته‌بندی گوشت است و قربانی تجاوز همکاران خود می‌شود. وقتی فیلم نخستین بار در سینما «اوشن رکس» در مار دل پلاتا اکران شد، بیش از ۲۰۰۰ نفر برای دیدن فیلم صف بسته بودند.
در سرتاسر فیلم، بدن زن به‌عنوان «تکه‌ای گوشت» با تصاویر برش‌هایی از گوشت و بدن ایسابل سارلی شیءانگاری شده‌است. منتقد فیلم «تامارا بارِدو» می‌نویسد که «این هم‌ذات پنداری جسمِ زن با گوشت، نوعی ارتباط میان میلِ جنسی با یک میلِ جسمانیِ حیوانی و غیرمنطقی را نشان می‌دهد.» این موضوع در گفتگوی پایانی به صراحت بیان می‌شود، که در آن آنتونیو به دلیسیا می‌گوید که آنها (آن مردان) «به‌منظور ارضای غریزه حیوانی که همه ما در درون خود داریم. اما بدون روح، بدون عشق» به او تجاوز کردند. معضل اجتماعی که در این فیلم به تصویر کشیده شده‌است، خشونت است. حتی گفته شده که فیلم احتمالاً به دنبال جلب توجه مردم به خشونت علیه زنان است. آرماندو بو در این باره نوشت:

آنچه در داخل آن کامیون بود، یک شخص نبود. یک تکه گوشت بود، فقط گوشت. چون اگر آن مردها روح آن زن و رنج‌های او را دیده بودند، آن کار را نمی‌کردند. سعی کردم ارتباط و محدوده‌ای بین گوشتی که هر روز مصرف می‌کنیم و گوشت بدن به عنوان یک شی جنسی ایجاد کنم.

این فیلم یکی از شاخص‌ترین فیلم‌های بو و سارلی و نقطه عطفی در فیلم‌شناسی آنها محسوب می‌شود. نسخهٔ اسپانیایی مجلهٔ ونتی فر در سال ۲۰۱۷ آن را «شاهکار آن دو» نامید. خبرگزاری ملی آرژانتین «تِلام» این فیلم را در رتبه چهارم فهرست «۲۰ فیلم کلاسیک سینمای اِروتیک» خود قرار داد و آن را «بازنمای کلی» آثار بو دانست. این خبرگزاری در مورد تأثیر فرهنگی فیلم در آرژانتین نوشت: «اتفاق بسیار جالبی با این فیلم می‌افتد: این فیلم بدون اینکه لزوماً آن را دیده باشیم، در حافظه جمعی ما حضور دارد، ترکیبی کامل از محبوبیت بانوی سینمای شهوانی ملی. چند عبارت از این فیلم در تاریخ باقی مانده‌است.» یکی از این عبارات «آدمِ رذل، از جون من چی می‌خوای؟» (به اسپانیایی: canalla ¿qué pretende usted de mí?) است که معمولاً به شخصیت زنی در فیلم نسبت داده می‌شود که سارلی نقشش را ایفا می‌کند و اگر چه «در فرهنگ مردمی آرژانتین ماندگار شده‌است» اما در حقیقت هرگز در فیلم گفته نشد و «یک تصور نادرست رایج» است.
صحنه‌ای که در آن سارلی بر روی یک تکه گوشت گاو مورد تجاوز قرار می‌گیرد در حالی که متجاوز فریاد می‌زند «گوشت روی گوشت» (به اسپانیایی: Carne sobre carne) لحظه تعیین‌کننده فیلم محسوب می‌شود و به‌طور گسترده‌ای در خاطر سینما‌دوستان آرژانتینی مانده‌است. عبارت «گوشت روی گوشت» را «معروف‌ترین عبارتی می‌دانند که از زبان شخصیت‌های [بو] بیان شده‌است.»

## نگارخانه

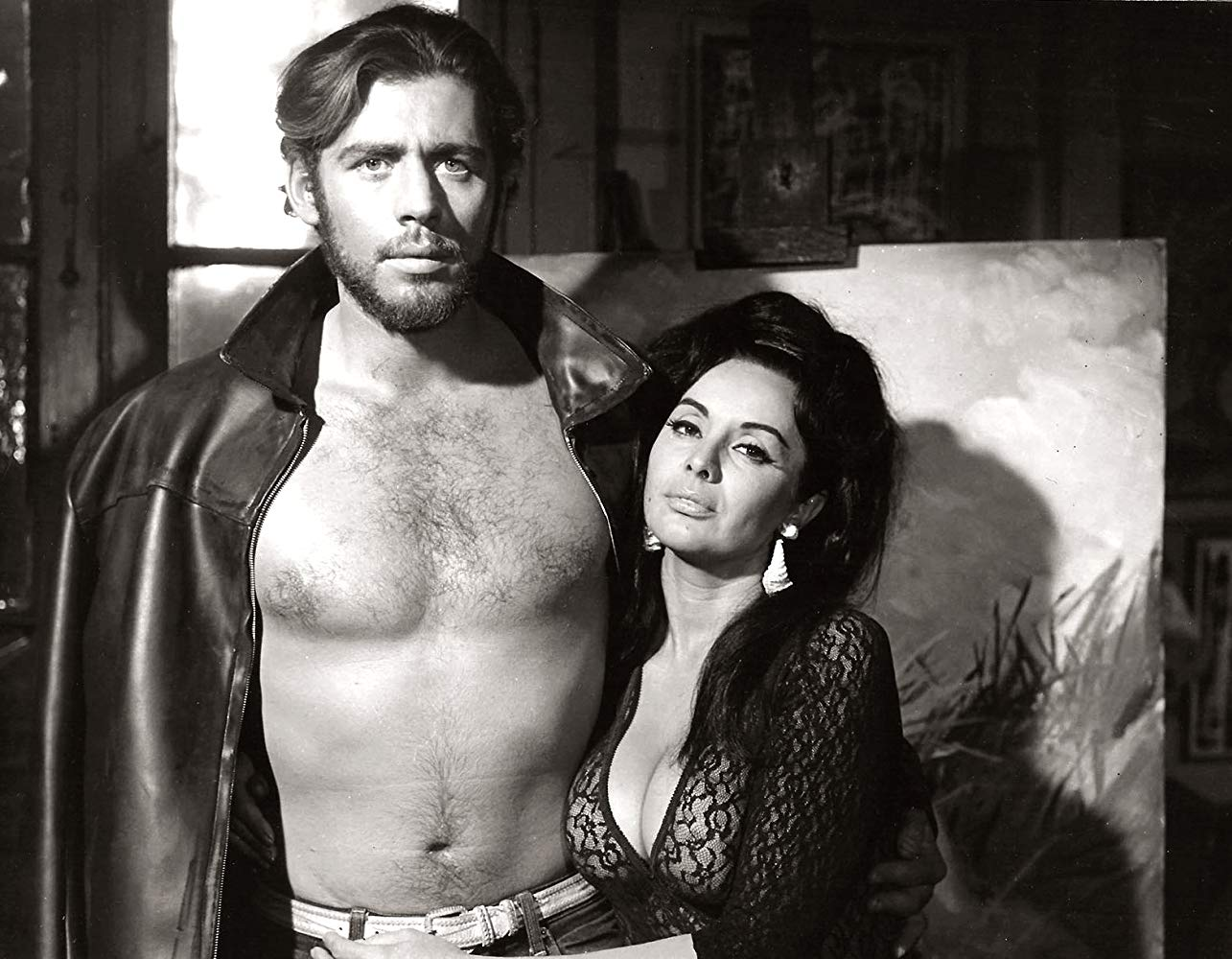
بیکتور بو در نقش آنتونیو و ایسابل سارلی در نقش دلیسیا. بیکتور بو که هنگام ساخت این فیلم، پسرخواندهٔ سارلی بود، در مصاحبه‌ای گفت که «در این فیلم با سارلی رابطه خیلی خاصی داشتیم؛ چون وقتی قرار بود صحنه‌های عاشقانه را بازی کنیم، هر دو خنده‌مان می‌گرفت چرا که خیلی عصبی بودیم.»
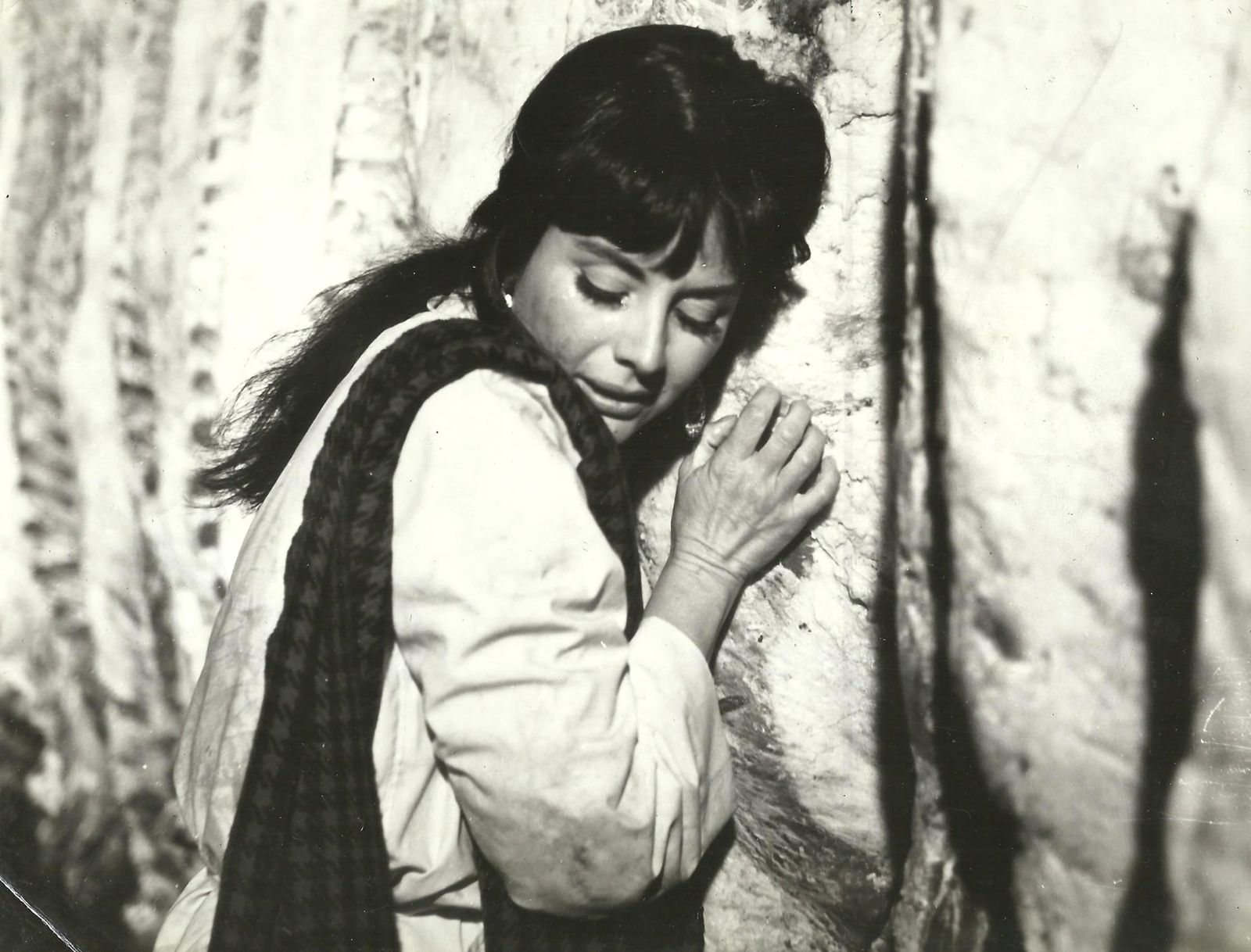
دلیسیا (با بازی سارلی) پس از صحنهٔ مشهور تجاوز «گوشت روی گوشت»، پشت تکه‌ای گوشت پنهان شده است.
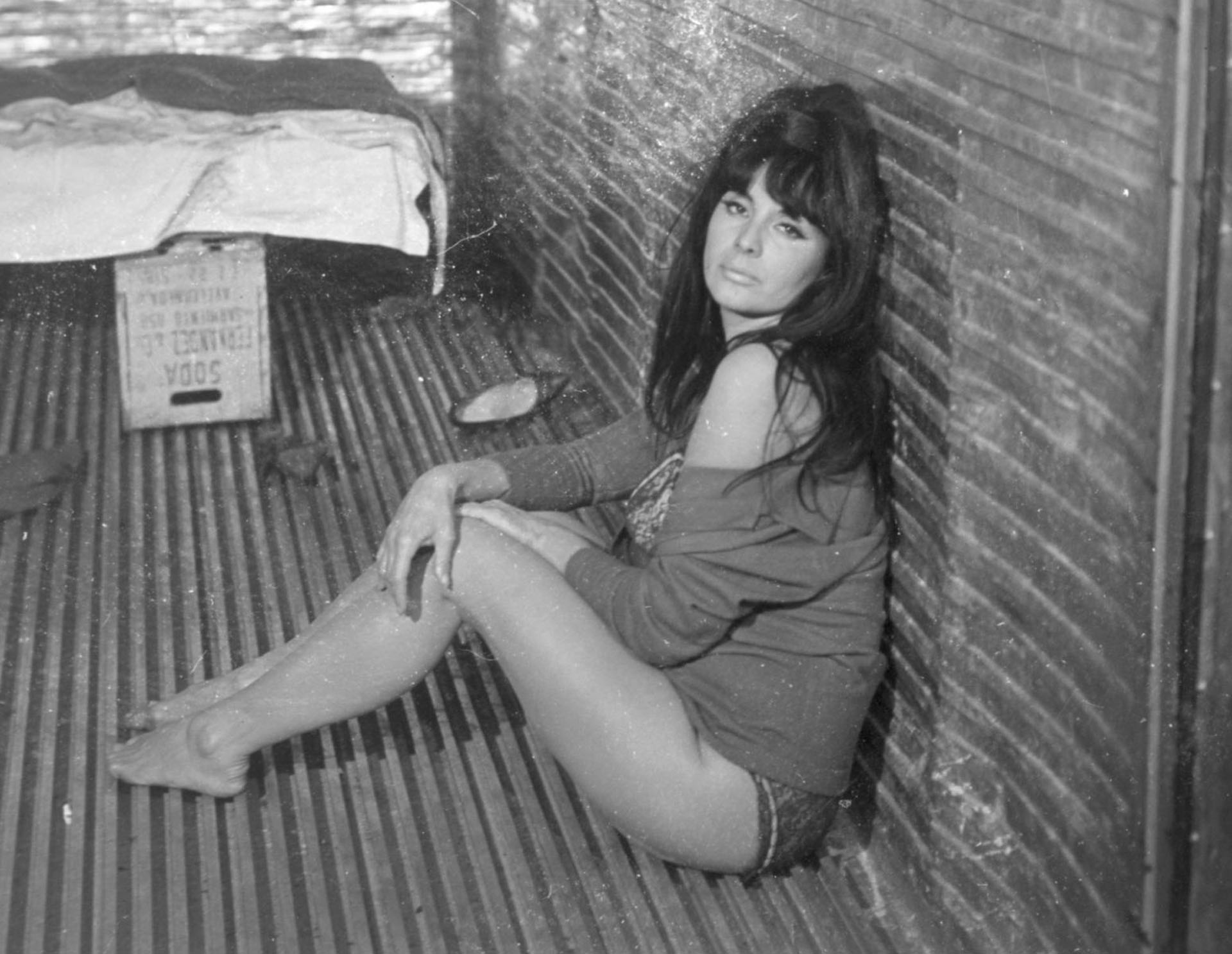
ایسابل سارلی در صحنه‌ای از فیلم
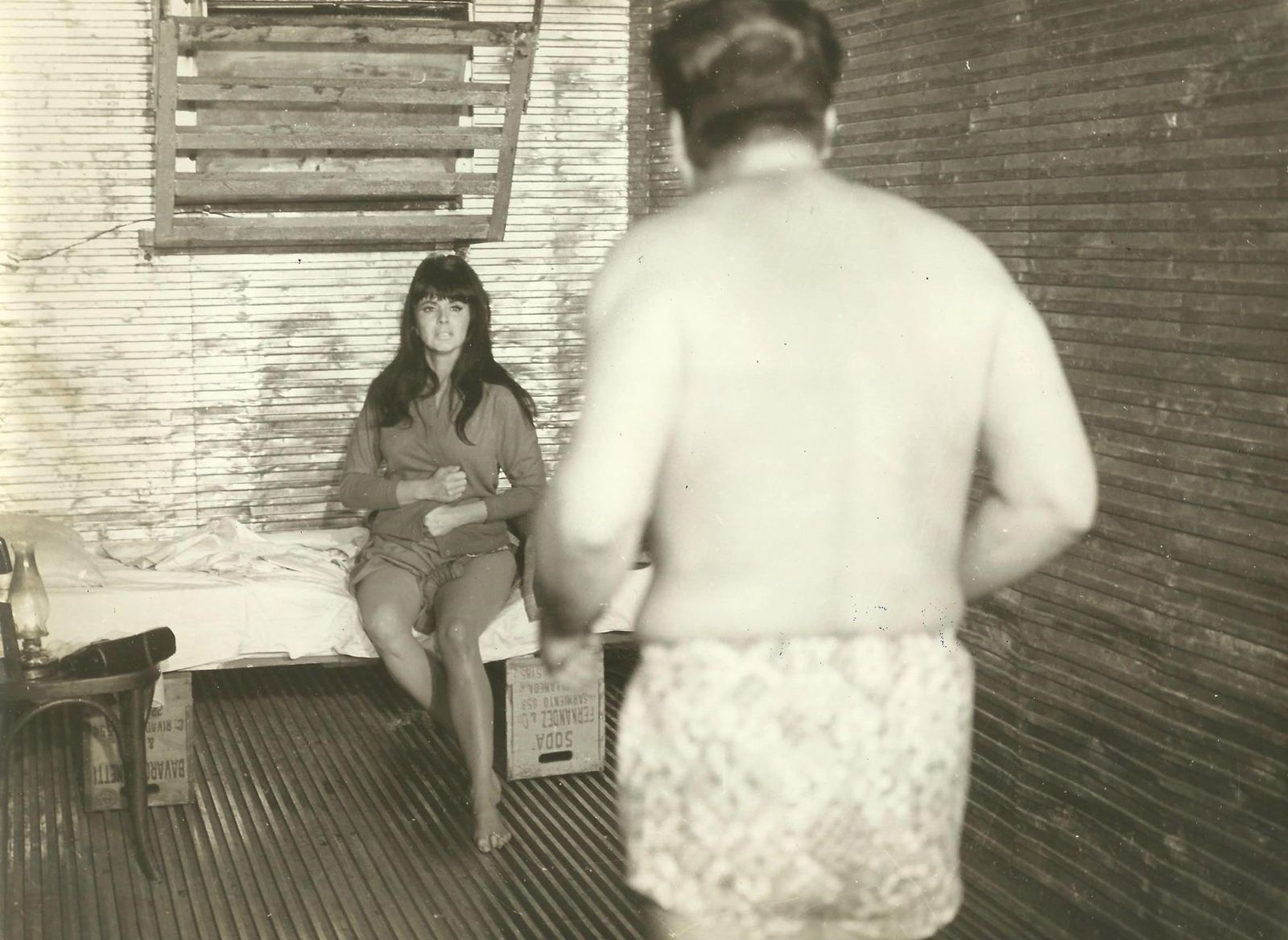
دلیسیا (سارلی) در شِرُف تجاوز جنسی در داخل یک کامیون پس از ربوده‌شدن توسط همکارانش.